# Октан
Окта́н (н-октан) — органическое соединение класса алканов.

## Свойства
Бесцветная жидкость со сладковатым специфическим запахом, похожим на запах бензина; октановое число 17—19;

## Получение
Вместе с изооктаном и др. изомерами содержится в нефти, бензине прямой перегонки (до 10 %), а также в большом количестве в синтетическом бензине, получаемом из CO и H2. В промышленности октан выделяют ректификацией, а затем подвергают очистке мочевиной с помощью молекулярных сит.

## Применение
При пропускании над алюмомолибденовым или алюмохромовым катализатором в присутствии водорода октан превращается (при 500 °C и давлении 1—2 Мн/м², или 10—20 кгс/см²) в смесь ароматических углеводородов (о-ксилол и этилбензол). Эта реакция дегидроциклизации — одна из основных в процессах каталитического риформинга.

## Изомеры
Октан имеет 18 структурных изомеров.
- Октан (н-октан)
- 2-метилгептан
- 3-метилгептан (+ имеет оптическую изомерию)
- 4-метилгептан
- 3-этилгексан
- 2,2-диметилгексан
- 2,3-диметилгексан (+ имеет оптическую изомерию)
- 2,4-диметилгексан (+ имеет оптическую изомерию)
- 2,5-диметилгексан
- 3,3-диметилгексан
- 3,4-диметилгексан (+ имеет оптическую изомерию (два хиральных центра))
- 2-метил-3-этилпентан
- 3-метил-3-этилпентан
- 2,2,3-триметилпентан (+ имеет оптическую изомерию)
- 2,2,4-триметилпентан (так же известный как изооктан)
- 2,3,3-триметилпентан
- 2,3,4-триметилпентан
- 2,2,3,3-тетраметилбутан